# Jaime Tello Quijano
Jaime Tello Quijano (El Espinal, Tolima, 15 de noviembre de 1918-Bogotá, 1996) fue un poeta y ensayista colombiano.

## Biografía
Jaime Tello Quijano realizó los estudios primarios en el Colegio San Isidoro de su pueblo y el bachillerato en el Seminario de Ibagué y en La Salle de Bogotá. Estudió Filosofía y Letras y Derecho en la Universidad Javeriana. Estudió música en el Conservatorio Nacional de Música y en la Escuela de Música de Cali. 
Vivió en Londres entre 1945 y 1947, en Estados Unidos en 1948 y pasó temporadas en París. En 1971 se radicó en Caracas.
Fue profesor de Literatura Norteamericana en la Universidad Nacional de Colombia y en la Universidad Central de Venezuela.
Dirigió Estampa Literaria, suplemento literario del periódico El Liberal. Se desempeñó también en el mundo de la radiofonía, como director la emisora Nuevo Mundo y como colaborador de la BBC de Londres y del departamento de radio de la ONU en Nueva York.

## Obra poética
- Geometría del espacio, 1951
- Homenaje a Juan Ramón, 1965
- Geometría del espacio y otros poemas, Editorial Arte, 1971
- Concreciones, 1988

## Ensayo
Jaime Tello ha dedicado ensayos a José Gorostiza, Emily Dickinson, Xavier Villaurrutia, Maruja Vieira y Borges.

## Traductor
Tradujo a poetas ingleses, norteamericanos, franceses, japoneses y brasileños.
Destacan sus traducciones del capítulo XVII del Ulysses de James Joyce (en la revista Espiral, 10, abril, 1945), de T. S. Eliot, de Stephen Spender, de Countee Cullen, de Archibald Macleish, de Paul Éluard, de Jorge de Lima y de Mario Quintana.
- Cien años de poesía norteamericana, trad. Jaime Tello, Editorial Zodiaco, 1965
- Cuatro siglos de poesía brasileña, introducción, traducción y notas de Jaime Tello, Univ. Simón Bolívar, 1983.
- La tierra estéril/ The Waste Land, de T. S. Eliot, trad. de Jaime Tello, revista Zodíaco, abril de 1962 (2ª ed. Visor, Madrid, 2009).

También tradujo del español al inglés:
- Contemporary Venezuelan Poetry. An Anthology Selected and Rendered into English by Jaime Tello, Ediciones del Congreso de la República, Caracas, 1983.

## Inclusión en antologías
- Panorama de la nueva poesía colombiana, Fernando Arbeláez ed., Ediciones del Ministerio de Educación, Bogotá, 1964, págs. 310-332. Poemas: "Paralelas", "Binomio", "Proyección hacia el pasado", "Ecuación", "Serie de Fibonacci", "Modulor".